# Chung kết Cúp C1 châu Âu 1958
Trận chung kết Cúp C1 châu Âu năm 1958 là trận đấu bóng đá giữa Real Madrid của Tây Ban Nha và A.C. Milan của Ý tại sân vận động Heysel ở Bruxelles, Bỉ vào ngày 28 tháng 5 năm 1958. Real Madrid lần thứ 3 liên tiếp giành cúp với chiến thắng 3-2 sau 2 hiệp phụ.

## Chi tiết trận đấu
| Real Madrid                            | 3–2 (s.h.p.) | AC Milan                    |
| -------------------------------------- | ------------ | --------------------------- |
| Di Stéfano 74' · Rial 79' · Gento 107' | Chi tiết     | Schiaffino 59' · Grillo 78' |

| Real Madrid | AC Milan |

| REAL MADRID:                                     |    |                    |
|                                                  |    |                    |
| TM                                               | 1  | Juan Alonso (ĐT)   |
| HV                                               | 2  | Ángel Atienza      |
| HV                                               | 3  | José Santamaría    |
| HV                                               | 4  | Rafael Lesmes      |
| HV                                               | 5  | Juan Santisteban   |
| TV                                               | 6  | José María Zárraga |
| TV                                               | 7  | Raymond Kopa       |
| TV                                               | 8  | Joseito            |
| TV                                               | 9  | Alfredo Di Stéfano |
| TĐ                                               | 10 | Héctor Rial        |
| TĐ                                               | 11 | Francisco Gento    |
| Huấn luyện viên:                                 |    |                    |
| Luis Carniglia Trợ lý trọng tài Trọng tài thứ tư |    |                    |

| AC MILAN:        |    |                                   |
|                  |    |                                   |
| TM               | 1  | Narciso Soldan                    |
| HV               | 2  | Alfio Fontana                     |
| HV               | 3  | Cesare Maldini                    |
| HV               | 4  | Eros Beraldo                      |
| HV               | 5  | Mario Bergamaschi                 |
| TV               | 6  | Luigi Radice                      |
| TV               | 7  | Giancarlo Danova                  |
| TV               | 8  | Nils Liedholm (ĐT)                |
| TV               | 9  | Juan Alberto Schiaffino           |
| TĐ               | 10 | Ernesto Grillo                    |
| TĐ               | 11 | Ernesto Bernardo Tito Cucchiaroni |
| Huấn luyện viên: |    |                                   |
| Giuseppe Viani   |    |                                   |